# Dagfinn
Dagfinn är ett mansnamn med ursprung i det fornnordiska namnet Dagfinnr eller Dagfidr, som är bildat av det fornnordiska ordet dagr, «dag» eller guden Dag, och det urnordiska ordet  finnr, «finne».

## Utbredning
Namnet Dagfinn är känt i Norge från tidig medeltid. Dagfinn är något använt i Norge, och är mycket sällsynt i andra länder.
Tabellen nedanför ger en detaljerad översikt över populariteten till förnamnet Dagfinn i någon av de länderna där statistik är tillgänglig.
| Land             | Bland landets män | Bland landets män | Bland landets män | Bland pojkbarn | Bland pojkbarn | Bland pojkbarn | Bland pojkbarn |
| Land             | Antal             | Procent           | Rangordning       | Antal          | Procent        | Rangordning    |                |
| ---------------- | ----------------- | ----------------- | ----------------- | -------------- | -------------- | -------------- | -------------- |
| Norge            | 2 994 (2006)      | 0,13 %            | 166.              | - (2006)       | -              | (> 415.)       |                |
| Island Dagfinnur | 6 (2004)          | 0,004 %           | -                 | - (2000-2004)  | -              | (> 98.)        |                |
| Sverige          | 71 (2006)         | 0,002 %           | -                 | - (2006)       | -              | (> 100.)       |                |
| Danmark          | 8 (2007)          | 0,0003 %          | -                 | - (2005)       | -              | (> 50.)        |                |

## Kända personer med namnet
Personerna i listan är ordnade kronologiskt efter födelsesår.
- Dagfinn Bonde, (död 1237), länsman i Håkon Håkonssons saga.
- Dagfin Werenskiold (1892–1977), norsk målare och bildhuggare
- Dagfinn Føllesdal (f 1932), norsk filosof
- Dagfinn Høybråten (f 1957), norsk politiker och ledare av Kristelig Folkeparti
- Dagfinn Enerly (f 1972), norsk fotbollsspelare